# Сасано
Саса̀но (на италиански: Sassano) е градче и община в Южна Италия, провинция Салерно, регион Кампания. Разположено е на 491 m надморска височина. Населението на общината е 5119 души (към 2010 г.).